# 桂完澤
桂完泽，元朝永嘉（今浙江温州市）人。
桂完泽曾经跟随江西左丞李朵儿留在京师，担任平江路管军镇抚，被仇家所诉，免官。反元军攻打昱岭关，行省于是给他以前的官职，令他从征。桂完泽勇于作战，两次战于关下，都获胜。后来和妻弟金德都被擒，反绑在树上，以白刃威胁他投降。金德犹豫未决，桂完泽喊道：“小舅子，男子汉即死，不可从贼。”金德：“这话说的对。”于是大骂。二人被剖腹而死。